# Ateuchus connexum
Ateuchus connexum là một loài bọ cánh cứng trong họ Bọ hung (Scarabaeidae).